# Anthrenus flavipes
Anthrenus flavipes är en skalbaggsart som beskrevs av Leconte 1854. Anthrenus flavipes ingår i släktet Anthrenus och familjen ängrar. Arten har ej påträffats i Sverige. Inga underarter finns listade i Catalogue of Life.

## Bildgalleri

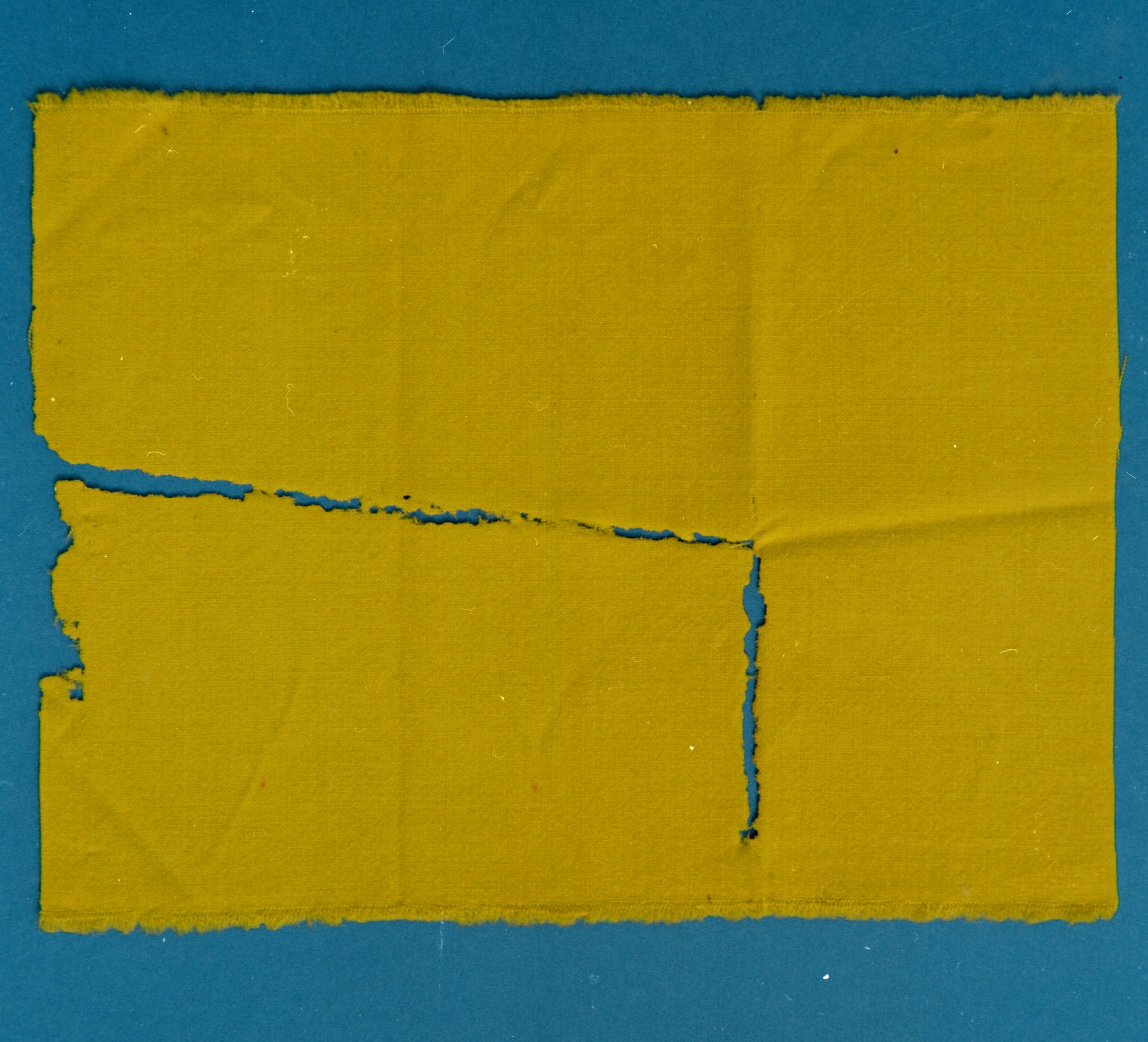